# Kaigo Tokiomi
Kaigo Tokiomi (japanisch 海後 宗臣; geboren 10. September 1901 in Mito (Präfektur Ibaraki); gestorben 22. November 1987) war ein japanischer Erziehungswissenschaftler.

## Leben und Wirken
Kaigo Tokiomi machte 1926 seinen Studienabschluss an der Universität Tokio im Fach Pädagogik der Fakultät für Literaturwissenschaft. Er wurde Mitglied des 1932 gegründeten „Nationalen Instituts für spirituelle Kultur“ (国民精神文化研究所, Kokumin seishin bunka kenkyūjo) des Kultusministeriums, 1936 Assistenzprofessor seiner Alma Mater und nach dem Zweiten Weltkrieg 1947 Professor.
Im Februar 1946 diente Kaigo auch als Mitglied des Sekretariats der US Educational Mission (米国教育使節団事務局業務部, Beikoku kyōiku shisetsudan jimukyoku gyōmubu), und im Juni 1946 sagte er vor dem Gericht des Fernost-Militärtribunals über die Bildung in Japan vor dem Krieg aus. Im selben Jahr wurde das „Central Education Research Institute“ (中央教育研究所, Chūō kyōiku kenkyūjo) gegründet und 1947 der „Regionale Bildungsplan“ (地域教育計画, Chiiki kyōiku keikaku), auch „Kawaguchi-Plan“ genannt, angekündigt. 1948 wurde Kaigo Mitglied des „Vorbereitungsausschusses für die Umsetzung des neuen Universitätssystems“ (新制大学制度実施準備委員会, Shinsei daigaku seidō jisshi jumbi iinkai).
Kaigo wurde Professor der 1950 neu gegründeten Fakultät für Erziehungswissenschaft der Universität Tokio und 1952 und 1957 Dekan der Fakultät. Ende März 1962 wurde er von der Universität als Meiyo Kyōju verabschiedet.
Ab 1958 war Kaigo außerdem 15 Jahre lang Präsident der „Japan Society for Education“ (日本教育学会, Nihon kyōiku gakkai). 1960 war er Direktor der 1. Abteilung des Science Council of Japan. Er leistete Beiträge zum Studium der Geschichte der Bildung während der Meiji-Zeit, einschließlich des Studiums des „Kaiserlichen Erziehungsedikts“. Er setzte sich sehr für die Förderung und Entwicklung der Sozialpädagogik ein.
1976 wurde Kaigo mit dem „Orden der Aufgehenden Sonne“ (旭日重光章, Kyokujitsu jūkō-shō) 2. Klasse ausgezeichnet.
Zu seinen Schriften gehören
- „Kyōiku chokugo seiritsu-shi no kenkyū“ (教育勅語成立史の研究) – „Studie zur Entstehungsgeschichte des Kaiserlichen Erziehungsedikts“,
- „Nihon kindai gakkō-shi“ (日本近代学校史) – „Geschichte der japanischen Schulen der Neuzeit“,
- „Kyōiku-gaku gojū-nen“ (教育学五十年) – „Fünfzig Jahre Erziehungswissenschaft“,
- „Kaigo Tokiomi chosaku-shū“ (海後宗臣著作集) – „Kaigo Tokiomi gesammelte Werke“, 10 Bände.